# Impasse Éveillard
L'impasse Éveillard est une voie située dans le quartier du Père-Lachaise du 20e arrondissement de Paris.

## Situation et accès
L'impasse Éveillard est desservie par les lignes 3 et 3 bis aux stations Gambetta et Porte de Bagnolet.

## Origine du nom

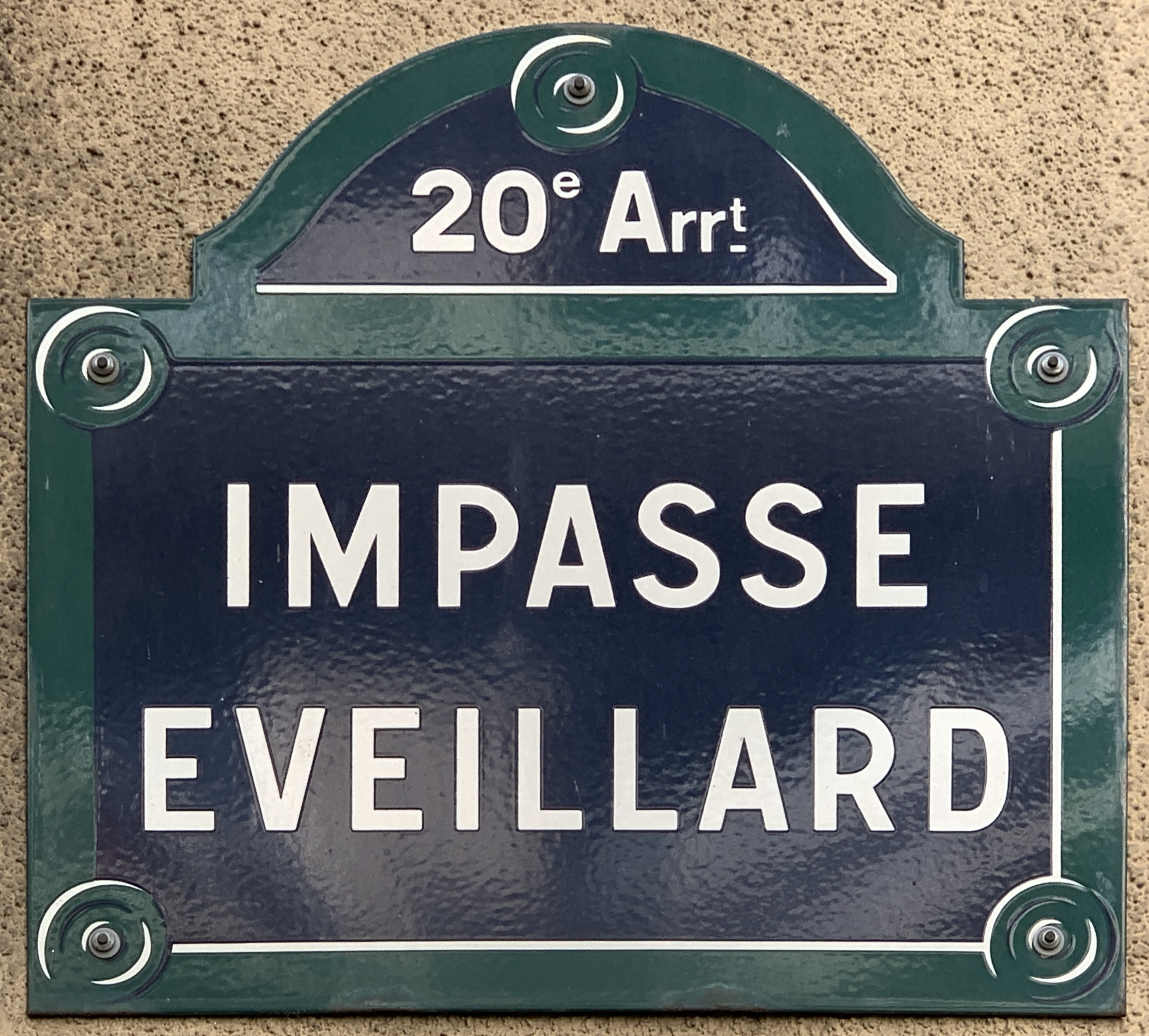
Plaque de l'impasse.

Cette voie est baptisée d'après le nom du propriétaire des terrains sur lesquels elle a été ouverte.

## Historique
Cette voie est ouverte sous sa dénomination actuelle en 1855.